# Algérie aux Jeux méditerranéens de 2018
Cet article contient des informations sur la participation et les résultats de l' Algérie aux Jeux méditerranéens de 2018 à Tarragone en Espagne.

## Médailles

### Or
| Sport              | Discipline              | Sportifs         |
| Médailles d'or : 2 |                         |                  |
| Karaté             | Plus de 84 kg hommes    | Hocine Daikhi    |
| Natation           | 100 m Nage libre hommes | Oussama Sahnoune |

### Argent
| Sport                  | Discipline                 | Sportifs         |
| Médailles d'argent : 3 |                            |                  |
| Lutte                  | Greco-Romaine 87 kg hommes | Bachir Sidazara  |
| Lutte                  | Greco-Romaine 97 kg hommes | Adem Boudjemline |
| Natation               | 50 m Nage libre hommes     | Oussama Sahnoune |

### Bronze
| Sport                   | Discipline            | Sportifs         |
| Médailles de bronze : 1 |                       |                  |
| Karaté                  | Moins de 75 kg hommes | Oualid Bouabaoub |